# Rambo 2
Rambo: First Blood Part II là một bộ phim hành động của Mỹ năm 1985 do George P. Cosmatos đạo diễn và Sylvester Stallone đồng viết kịch bản, người cũng thể hiện vai diễn cựu binh John Rambo trong Chiến tranh Việt Nam. Là phần tiếp theo của First Blood (1982), đây là phần thứ hai trong loạt phim Rambo, tiếp theo là Rambo III . Phim có sự tham gia của Richard Crenna, người đảm nhận vai Đại tá Sam Trautman, cùng Charles Napier, Julia Nickson và Steven Berkoff.
Phim lấy bối cảnh là vấn đề tù binh Mỹ bị mất tích trong chiến tranh Việt Nam. Trong phim, Rambo được ra tù theo lệnh của liên bang để kiểm tra sự tồn tại của tù binh Mỹ ở Việt Nam, với niềm tin rằng anh sẽ không tìm thấy gì, do đó giúp chính phủ đóng vấn đề này lại.
Rambo: First Blood Part II được coi là một bom tấn phòng vé lớn trên thế giới, với ước tính 42 triệu vé bán ra tại Mỹ. Nó đã trở thành một trong những phần ăn khách nhất trong sê-ri, và đã truyền cảm hứng cho vô số bản trích xuất, nhại lại, trò chơi điện tử và các phim bắt chước. Entertainment Weekly xếp bộ phim ở vị trí thứ 23 trong danh sách "Những bộ phim Rock-'em, Sock-'em hay nhất trong 25 năm qua".

## Nội dung
Tiếp nối phần phim trước, John Rambo bị chính quyền Mỹ bắt và cho làm việc trong một nhà tù kiêm trại lao động với công việc chính là khai thác đá. Một ngày kia, Rambo được người chỉ huy cũ của mình là Đại tá Samuel Trautman đến thăm. Trautman nói rằng chính quyền Mỹ sẽ trả tự do cho Rambo với điều kiện anh phải lập công chuộc tội bằng cách xâm nhập vào Việt Nam để tìm kiếm tù binh Mỹ từ thời chiến tranh.
Rambo đồng ý và được đưa đến căn cứ quân sự Mỹ tại Thái Lan rồi gặp Marshall Murdock - một quan chức CIA phụ trách các hoạt động tìm kiếm tù binh, theo dõi động tĩnh của Việt Nam (ông cho biết ông cũng là một cựu chiến binh và từng chiến đấu ở chiến trường Kon Tum). Murdock đề nghị với Rambo rằng sẽ cung cấp thông tin về các tù binh chiến tranh và chính quyền muốn có một biệt kích được huấn luyện, dày dặn kinh nghiệm tác chiến để thực hiện hành trình tìm kiếm tù binh cho họ. Rambo được lệnh không được chạm trán với kẻ địch mà chỉ được phép chụp ảnh các tù binh chiến tranh để đem về làm bằng chứng, chiến dịch này không bao gồm việc giải cứu họ. Rambo được tiết lộ rằng một điệp viên của chính phủ Mỹ sẽ ở đó để dẫn đường cho anh trong khu rừng Việt Nam.
Rambo nhảy dù vào Việt Nam ở một khu rừng hoang, một sự cố bất ngờ khiến anh mất hầu hết các thiết bị và phương tiện tối tân được trang bị. Anh chỉ còn lại một con dao, bộ cung tên vài mũi tên có bọc chất nổ. Người điệp viên của chính phủ Mỹ chỉ là cô gái bản xứ tên Cô Bảo, cô dẫn đường cho Rambo, cô tâm sự rằng mình luôn muốn đến Mỹ để tìm hạnh phúc. Cô Bảo dẫn Rambo đến doanh trại quân đội Việt Nam, Rambo thấy tù binh Mỹ ở đó và giải cứu một người trong số họ. Rambo, Cô Bảo và người tù binh Mỹ chạy thoát trên một chiếc thuyền của hải tặc nhưng sau đó họ bị bọn hải tặc bán đứng cho quân đội Việt Nam. Rambo giết hết bọn hải tặc rồi kêu Cô Bảo và người tù binh Mỹ nhảy xuống sông. Tàu của quân đội Việt Nam xuất hiện và nã đạn vào chiếc thuyền hải tặc mà Rambo đang đứng. Rambo liền lấy khẩu RPG-7 bắn nổ tàu của quân đội Việt Nam.
Chiếc trực thăng Mỹ bay đến đón Rambo và người tù binh Mỹ, bỗng dưng Murdock ra lệnh không được đón họ nên chiếc trực thăng bay đi mất, Rambo và người tù binh Mỹ bị lính Việt Nam bắt. Rambo bị tra tấn, cổ tay anh bị buộc vào một cái ách bò và bị trầm mình xuống một hố phân đầy những con đỉa. Rambo tiếp tục bị quân đội Liên Xô (là lực lượng đã giúp đỡ, đào tạo cho bộ đội Việt Nam) tra tấn, người hỏi cung là Trung tá Podovsky và Trung sĩ Yushin lực lưỡng.
Cô Bảo cải trang thành gái mại dâm rồi đi vào doanh trại Việt Nam để cứu Rambo. Rambo vùng lên chống cự lính Liên Xô và bỏ chạy vào rừng cùng Cô Bảo, hai người bị quân Việt Nam cũng như quân Liên Xô truy đuổi ráo riết. Cô Bảo xin Rambo đưa cô về Mỹ sống, Rambo đồng ý nhưng sau đó Cô Bảo bị lính Việt Nam bắn chết. Rambo bắt đầu nổi giận, anh chôn thi thể Cô Bảo trong rừng rồi giết chết tất cả lính Việt Nam và lính Liên Xô bằng những kỹ năng tài tình. Có cung và mũi tên bọc chất nổ trong tay, Rambo phá hủy hết xe cộ của đối phương. Rambo cướp một máy bay trực thăng Huey từ quân đội Liên Xô sau khi giết chết Trung sĩ Yushin và dùng nó để tấn công trở lại. Với súng máy và hỏa tiễn trên máy bay, Rambo bắn nổ hết các doanh trại quân đội. Rambo đến trại giam giải cứu các tù binh Mỹ rồi chở họ đi bằng chiếc trực thăng Huey đó. Trung tá Podovsky cũng lái trực thăng Mi-24 đuổi theo Rambo, kết quả là Rambo dùng hỏa tiễn M72 LAW bắn nổ trực thăng của Podovsky. Rambo chở các tù binh Mỹ về căn cứ trung tâm ở Thái Lan của Murdock, anh rút dao đe dọa Murdock vì đã phản bội và lừa dối mình, Trautman sau đó cố gắng trấn an Rambo.

## Diễn viên
- Sylvester Stallone vai John Rambo
- Richard Crenna vai Đại tá Samuel Trautman
- Charles Napier vai Marshall Murdock
- Steven Berkoff vai Trung tá Podovsky
- Julia Nickson vai Cô Bảo
- Martin Kove vai Ericson
- Andy Wood vai Banks
- George Cheung vai Trung úy Tây
- William Ghent vai Đại úy Vinh
- Voyo Goric vai Trung sĩ Yushin
- Dana Lee vai Thuyền trưởng Kinh
- Don Collins vai Tù binh Mỹ
- Christopher Grant vai Tù binh Mỹ
- John Sterlini vai Tù binh Mỹ
- Alain Hocquenghem vai Tù binh Mỹ
- William Rothlein vai Tù binh Mỹ

## Sản xuất

### Phát triển ý tưởng và kịch bản
Các nhà sản xuất cho rằng Rambo nên có một đối tác trong nhiệm vụ giải cứu tù binh. Các nhà sản xuất được cho là muốn John Travolta đóng vai đối tác của Rambo, nhưng Stallone đã phủ quyết ý tưởng này. Lee Marvin (người được coi là đóng vai Đại tá Trautman trong bộ phim đầu tiên) đã được mời đóng vai Marshall Murdock, nhưng đã từ chối, dẫn đến việc Charles Napier sẽ đóng vai này.
James Cameron đã viết một bản thảo đầu tiên với tựa đề First Blood II: The Mission . (Cameron đã được đề xuất bởi David Giler, người đã thực hiện một số công việc kịch bản chưa được công nhận trong bộ phim đầu tiên.) Kịch bản của Cameron có cùng cấu trúc cơ bản của phần phim đầu tiên nhưng có một nhân vật phụ của Rambo.
Sau này Stallone nhớ lại:
- Tôi nghĩ rằng James Cameron là một tài năng xuất chúng, nhưng tôi nghĩ chính trị là quan trọng, chẳng hạn như lập trường cánh hữu đến từ Trautman và kẻ thù của anh ta, Murdock, trái ngược với sự trung lập rõ ràng của Rambo, điều mà tôi tin rằng đã được giải thích trong bài phát biểu cuối cùng của Rambo. Tôi nhận ra rằng bài phát biểu của anh ấy ở cuối phim có thể khiến hàng triệu người xem vỡ ra trong nhãn cầu khi lăn chúng quá mức, nhưng tình cảm đã nêu đã được nhiều cựu chiến binh truyền tải đến tôi. . . . [Ngoài ra] trong bản nháp ban đầu của anh ấy, phải mất gần 30 - 40 trang để có bất kỳ hành động nào được bắt đầu và Rambo đã hợp tác với một chuyên gia công nghệ. Vì vậy, nó không chỉ là chính trị được đưa vào kịch bản. Cũng có một mạch truyện đơn giản hơn. Nếu James Cameron nói bất cứ điều gì hơn thế, thì anh ấy nhận ra rằng anh ấy hiện đang bơi ngược một cách tồi tệ trong một đống lời nói dối.[5]

### Quay phim
Bộ phim được bấm máy từ tháng 6 đến tháng 8 năm 1984, và được quay tại Bang Guerrero, Mexico và Thái Lan. Trong quá trình quay phim, nhân viên hiệu ứng đặc biệt Clifford P Wenger, Jr đã vô tình bị giết bởi một trong những vụ nổ của bộ phim.

## Phát hành

### Phương tiện gia đình
Bộ phim đã bán được 425.000 bản video, một kỷ lục cho một cuốn băng với giá bán lẻ là 79,95 đô la.
Rambo: First Blood Phần II được phát hành trên DVD vào ngày 23 tháng 11 năm 2004, và bản phát hành Blu-Ray tiếp theo vào ngày 23 tháng 5 năm 2008. Rambo: First Blood Part II được phát hành trên 4K UHD Blu-Ray vào ngày 13 tháng 11 năm 2018.

## Đón nhận

Sylvester Stallone (phải) và Tổng thống Ronald Reagan vào năm 1985.

### Phòng vé
Rambo: First Blood Part II khởi chiếu tại Mỹ vào ngày 22 tháng 5 năm 1985 tại 2.074 rạp kỷ lục lúc bấy giờ và là bộ phim đứng đầu vào cuối tuần đó, thu về 20.176.217 đô la. Nhìn chung, bộ phim đã thu về $ 150.415.432 ở Mỹ và Canada và $ 149.985.000 ở quốc tế, với tổng số $ 300.400.432 trên toàn thế giới. Bộ phim đã phá vỡ nhiều kỷ lục phòng vé quốc tế.

### Chỉ trích
Trên Rotten Tomatoes, phim có điểm phê duyệt là 35% dựa trên 43 bài phê bình. Sự đồng thuận của trang web là "First Blood Part II cung cấp đủ tình huống lộn xộn để thỏa mãn người hâm mộ thể loại này, nhưng vẫn là một phần tiếp theo thoái trào biến nhân vật chính hấp dẫn một thời của nó thành một kẻ hành động cơ bắp khác."  Trên Metacritic, bộ phim có điểm trung bình có trọng số là 47/100 dựa trên các bài đánh giá từ 14 nhà phê bình, cho thấy "các bài đánh giá hỗn hợp hoặc trung bình.
Vincent Canby của The New York Times gọi bộ phim "gần như mang tính cơ hội như những Nghị sĩ mà nó giả vờ ghê tởm. Bất chấp tất cả những gì nó nói, nó ít quan tâm đến câu hỏi người Mỹ mất tích hơn là việc tìm kiếm một khung thời sự cho thể loại phim phiêu lưu hành động, trong đó ông Stallone - thân mình và cái nhìn chằm chằm - có thể làm những gì người hâm mộ của ông ấy thích nhất. Đó là, chiến đấu, đánh bại và giết chết đối thủ, thường là chỉ với một mình, hàng chục tên sát nhân được trang bị tốt hơn nhưng trình độ kém hơn. "  Tờ Variety đã viết, "Trò chém giết trên màn hình, mà không phải là kết thúc, là chấp nhận rằng nhân vật Rambo thế yếu hơn, mặc dù với sự trợ giúp sử dụng súng máy của một cô gái Việt Nam hấp dẫn, có thể bắn chết hàng đống lính Việt Cộng và Hồng quân Liên Xô, chở tù binh đến một căn cứ không quân của Thái Lan trong một chiếc trực thăng Nga đang cháy mà chỉ bị một vết sẹo trên mặt (từ một mũi dao sắt có thương hiệu) làm tôn lên dáng người rắn rỏi của anh ta. Bạn thậm chí không bao giờ thấy anh ta ăn trong bộ phim tưởng tượng này, như thể cơ thể anh ta biết tự ăn uống. "  Gene Siskel của Chicago Tribune đã cho bộ phim 3 trong số 4 sao và gọi nó là "rất tốt về những gì nó làm, nhưng những gì nó không phải lúc nào cũng tốt như vậy", đề cập đến việc miêu tả kẻ thù như "quay trở lại hình ảnh của Hiểm họa da vàng, với quan điểm rằng da trắng là đúng và các màu da khác là sai. "  Michael Wilmington của Los Angeles Times viết, "Nếu một nhân vật dường như có thể làm bất cứ điều gì, thì thật khó để cảm thấy căng thẳng hoặc lo lắng về số phận của mình. (Ít nhất, Superman đã có kryptonite.) Chúng tôi chẳng còn gì ngoài sự đánh giá cao về mặt thẩm mỹ: xem Rambo chạy đua qua những vụ nổ và các cuộc tấn công trên không trị giá hàng triệu đô la, những quả cầu lửa cuồn cuộn khắp nơi và những cơ thể bay xa tít tắp. Ngoại trừ bất cứ ai không thể cưỡng lại được những tưởng tượng về sức mạnh bạo lực, điều này có thể sẽ sớm chấm dứt. "  Pauline Kael nhận xét trên tờ The New Yorker, "Đạo diễn, George P. Costmatos, đưa ra tài liệu gần như loạn thần này - một sự pha trộn giữa biểu tượng Công giáo và bột giấy của Người lính của Fortune - một vẻ đẹp của sự chuyên nghiệp, nhưng lòng trung thành luôn ở đó."  Paul Attanasio của The Washington Post đã viết, "Tốt nhất, 'Rambo: First Blood Part II' là một kẻ cuồng bạo cánh hữu cực kỳ hiệu quả, nghệ thuật tương đương với vụ đánh bom rải thảm — bạn không biết nên cổ vũ hay chạy trốn. Tệ nhất, đó là một sự tôn vinh dành cho Sylvester Stallone, của Sylvester Stallone, với sự tham gia của Sylvester Stallone. " 
Bộ phim được liệt kê trong cuốn sách The Official Razzie Movie Guide của người sáng lập Giải Mâm xôi vàng John Wilson như là một trong 100 phim tồi tệ thú vị nhất từng được sản xuất.

## Giải thưởng
| Giải thưởng       | Hạng mục                    | Đối tượng đề cử                      | Kết quả   |
| ----------------- | --------------------------- | ------------------------------------ | --------- |
| Giải Oscar        | Dựng âm thanh xuất sắc nhất | Frederick Brown                      | Đề cử     |
| Giải Mâm xôi vàng | Hình ảnh tệ nhất            | Buzz Feitshans                       | Đoạt giải |
| Giải Mâm xôi vàng | Nam diễn viên chính tệ nhất | Sylvester Stallone                   | Đoạt giải |
| Giải Mâm xôi vàng | Kịch bản tệ nhất            | Sylvester Stallone                   | Đoạt giải |
| Giải Mâm xôi vàng | Kịch bản tệ nhất            | James Cameron                        | Đoạt giải |
| Giải Mâm xôi vàng | Nhạc chủ đề tệ nhất         | Frank Stallone ("Peace In Our Life") | Đoạt giải |
| Giải Mâm xôi vàng | Nữ diễn viên phụ tệ nhất    | Julia Nickson                        | Đề cử     |
| Giải Mâm xôi vàng | Ngôi sao mới tệ nhất        | Julia Nickson                        | Đề cử     |
| Giải Mâm xôi vàng | Đạo diễn tệ nhất            | George P. Cosmatos                   | Đề cử     |